# Romanowka (rejon miedwieński)
Romanowka (ros. Романовка) – wieś (ros. деревня, trb. dieriewnia) w zachodniej Rosji, w sielsowiecie kitajewskim rejonu miedwieńskiego w obwodzie kurskim.

## Geografia
Miejscowość położona jest nad ruczajem Czeriemosznoj (lewy dopływ rzeki Połnaja w dorzeczu Sejmu), 8,5 km od centrum administracyjnego sielsowietu (2-ja Kitajewka), 8,5 km na północny wschód od centrum administracyjnego rejonu (Miedwienka), 31 km na południowy wschód od Kurska, 8,5 km od drogi magistralnej (federalnego znaczenia) M2 «Krym».
We wsi znajdują się 4 posesje.
Klimat
Miejscowość, jak i cały rejon, znajduje się w strefie klimatu kontynentalnego z łagodnym ciepłym latem i równomiernie rozłożonymi opadami rocznymi (Dfb w klasyfikacji klimatów Köppena).

## Demografia
W 2010 r. wieś nie była zamieszkana.